# Matt Turner
Matthew "Matt" Turner, es un personaje ficticio de la serie de televisión australiana Neighbours, interpretado por el actor Josef Brown del 7 de febrero del 2013 hasta el 25 de marzo del 2015. Josef regresó brevemente a la serie el 9 de agosto del 2016.

## Biografía
Matt llega por primera vez a Erinsborough con su esposa Lauren Carpenter y sus hijos Amber, Mason y Bailey Turner y comienza a trabajar en la estación de policía. Inmediatamente después Matt es llamado al hotel Lassiter's para controlar un incidente de vandalismo, Matt habla con Paul Robinson y después junta la evidencia dejada en el lugar. Pocas horas después Matt le informa a Ajay Kapoor que su hija Rani había sido la responsable por el grafiti, sin embargo Paul decide no levantar cargos en contra de Rani
El 25 de marzo del 2015 Matt muere luego de ser atropellado por Danni Ferguson, quien se encontraba mandando un mensaje mientras manejaba a toda velocidad, cuando Matt ve el coche salva a Brad Willis empujándolo y él recibe todo el impacto, Matt es llevado al hospital en donde es sometido a cirugía para reparar los daños en su hígado, sin embargo su estado se deteriora y aunque es llevado nuevamente a cirugía muerte luego de sufrir una pérdida masiva de sangre, lo que deja a su familia devastados.